# Amofos
Amofos (amofosfat) – dwuskładnikowy nawóz mineralny typu NP. Jest mieszaniną fosforanów amonu. Wszystkie składniki mineralne są przyswajalne przez rośliny.

## Skład chemiczny w%
18% azot,
46% fosfor w postaci tlenku fosforu(V)

## Otrzymywanie
Produkcja amofosu polega na neutralizacji kwasu fosforowego ekstrakcyjnego gazowym amoniakiem i granulacji wytworzonego fosforanu. Zgranulowany produkt suszy się w suszarce bębnowej i segreguje na sitach. Ziarna większe są mielone, a drobniejsze zawracane do granulatora.
Amofos można też otrzymać przez wysycanie amoniakiem superfosfatu potrójnego.